# B. J. Novak
Benjamin Joseph Manaly “B. J.” Novak (Newton, 31 de julho de 1979) é um ator, diretor, roteirista, produtor e comediante norte-americano, mais conhecido pelos seus papéis em The Office (EUA) e no filme Bastardos Inglórios.

## Filmografia

### Ator
| Filmes | Filmes                   | Filmes                                            | Filmes                |
| Ano    | Título original          | Título em português                               | Papel                 |
| ------ | ------------------------ | ------------------------------------------------- | --------------------- |
| 2003   | The Offensive Show       |                                                   |                       |
| 2006   | Unaccompanied Minors     | Menores Desacompanhados                           | Atendente de mesa     |
| 2007   | Knocked Up               | Ligeiramente Grávidos                             | Jovem médico          |
| 2007   | Reign Over Me            | Reine Sobre Mim                                   | Mr. Fallon            |
| 2009   | Inglourious Basterds     | Bastardos Inglórios                               | Pfc. Smithson Utivich |
| 2011   | The Smurfs               | Os Smurfs                                         | Baker (Voz)           |
| 2013   | The Internship           | Os Estagiários                                    | O Entrevistador       |
| 2013   | The Smurfs 2             | Os Smurfs 2                                       | Baker (Voz)           |
| 2013   | Saving Mr. Banks         | Walt nos Bastidores de Mary Poppins[BR]           | Robert Sherman        |
| 2014   | The Amazing Spider-Man 2 | O Espetacular Homem-Aranha 2: A Ameaça de Electro | Alistair Smythe       |
| 2016   | The Founder              | Fome de Poder                                     | Harry J. Sonneborn    |
| 2022   | Vengeance                | Vingança                                          | Ben Manalowitz        |

| Series    | Series            | Series              | Series      |
| Ano       | Título Original   | Título em Português | Papel       |
| --------- | ----------------- | ------------------- | ----------- |
| 2005-2013 | The Office        | Vida de Escritório  | Ryan Howard |
| 2013-2016 | The Mindy Project | Projeto Mindy       | Jamie       |
| 2014      | The Newsroom      |                     | Lucas Pruit |